# Colibabovca
Colibabovca è un comune della Moldavia situato nel distretto di Leova di 1.142 abitanti al censimento del 2004